# Peter Masterson
Peter Masterson, született Carlos Bee Masterson Jr. (Houston, Texas, 1934. június 1. – Kinderhook, New York, 2018. december 19.) amerikai színész, filmrendező, producer. Lánya Mary Stuart Masterson színésznő.

## Filmjei

### Színészként
Mozifilmek
- Ambush Bay (1966)
- Forró éjszakában (In the Heat of the Night) (1967)
- Counterpoint (1968)
- Von Richthofen and Brown (1971)
- Tomorrow (1972)
- Az ördögűző (The Exorcist) (1973)
- Ember a hintán (Man on a Swing) (1974)
- A stepfordi feleségek (The Stepford Wives) (1975)
- Witchfire (1986)
- A fájdalom kövei (Gardens of Stone) (1987)

Tv-filmek
- Pueblo (1973)
- Delta County, U.S.A. (1977)
- The Quinns (1977)
- The Storyteller (1977)
- A Question of Guilt (1978)

Tv-sorozatok
- Bob Hope Presents the Chrysler Theatre (1966, egy epizódban)
- Death Valley Days (1966, egy epizódban)
- N.Y.P.D. (1968, egy epizódban)
- McMillan & Wife (1972, egy epizódban)
- Ryan’s Hope (1977, két epizódban)

### Rendezőként
- Út az ismeretlenbe (The Trip to Bountiful) (1985)
- Holdfény az öböl felett (Full Moon in Blue Water) (1988)
- Egy null a halálnak (Night Game) (1989)
- Vörös vér (Blood Red) (1989)
- Fegyencek (Convicts) (1991)
- Ördögkatlan (Arctic Blue) (1993)
- Lily Dale (1996, tv-film)
- Szerelem másodkézből (The Only Thrill) (1997)
- A kis hableány (Mermaid) (2000, tv-film)
- Tévúton (Lost Junction) (2003)
- Whiskey School (2005)

### Forgatókönyvíróként
- City in Fear (1980, tv-film)
- A legjobb bordélyház Texasban (The Best Little Whorehouse in Texas) (1982)

### Producerként
- City in Fear (1980, tv-film, executive producer)
- Szerelem másodkézből (The Only Thrill) (1997, executive producer)
- Terra Nova (1998, producer)